# Приеде, Анна Августовна
Анна Августовна Приеде (1920—2007) — советская и латвийская балерина. Народная артистка Латвийской ССР (1954).

## Биография
Родилась 11 мая 1920 года в Петрограде. Училась в балетных студиях Хелены Тангиевой-Бирзниеце (1929—1931) и Александры Фёдоровой (1931—1932). В 1937 году окончила балетную школу при Рижском театре.
В 1937—1962 годах солистка балета Латвийской национальной оперы и Театра оперы и балета Латвийской ССР.
В годы войны стала приёмной матерью для двух братьев, спасённых из Саласпилсского концлагеря.
Умерла 2 сентября 2007 года в Риге.

## Балетные партии
- «Соловей и Роза» А. Я. Калниня — Роза
- «Видение розы» К. М. Вебера — Девушка
- «Лебединое озеро» П. И. Чайковского — Одетта—Одиллия
- «Жизель» А. Адана — Жизель
- «Спящая красавица» П. И. Чайковского — Аврора
- «Дон Кихот» Л. Ф. Минкуса — Китри;
- «Шопениана» — Сильфида
- «Эсмеральда» Ц. Пуни — Эсмеральда
- «Раймонда» А. К. Глазунова — Раймонда
- «Корсар» А. Адана — Медора
- «Бахчисарайский фонтан» Б. В. Асафьева — Мария
- «Ромео и Джульетта» С. С. Прокофьева — Джульетта
- «Юность» М. И. Чулаки — Лена
- «Аленький цветочек» К. А. Корчмарёва — Маша
- «Золушка» С. С. Прокофьева — Золушка
- «Лауренсия» А. А. Крейна — Лауренсия
- «Спартак» А. И. Хачатуряна — Фригия
- «Шурале» Ф. З. Яруллина — Сюимбике
- «Сакта свободы» А. П. Скулте — Лелде
- «Стабураг» А. Я. Калниня — Скайдрите
- «Лайма» А. Я. Лепина — Лайма

## Награды и премии
- Орден Трёх звёзд III степени (17.03.1997)[1]
- Орден Ленина (03.01.1956)
- Сталинская премия второй степени (1951) — за исполнение партии Лелде в балетном спектакле «Сакта свободы» А. П. Скулте на сцене ГАТОБ Латвийской ССР (1950)
- Народная артистка Латвийской ССР (1954)